# 1594
1594 (MDXCIV) fue un año común comenzado en sábado del calendario gregoriano y un año común comenzado en martes del calendario juliano.

## Acontecimientos
- 27 de febrero: en la catedral de Chartres, Enrique IV es coronado rey.
- 22 de marzo: París, baluarte de la Liga Católica y ocupada dos años antes por las tropas españolas, se entrega y Enrique IV hace su entrada triunfal. El nuevo rey de Francia había sido consagrado en su cargo el 27 de febrero, después de haber abjurado del protestantismo y abrazado el catolicismo como medio para conseguir la corona de Francia, así como su pacificación.
- 21 de abril: la aldea de San Salvador (actual capital de El Salvador, que en esa época tenía pocos cientos de habitantes) sufre el tercero de sus numerosos macrosismos ―los anteriores fueron en 1575 y 1584―, que la destruye totalmente.[1]
- 1 de julio: en Chile se vende el primer sello postal que circuló en ese país.
- 25 de agosto: en la actual provincia de San Luis (Argentina) se funda la ciudad de San Luis.
- En Francia empieza la primera revuelta campesina de los Crocantes en las provincias de Lemosín y Quercy, que se extiende a la región de Perigord. Es un levantamiento antifiscal dirigido contra la nobleza y las ciudades.
- En la Corona de Castilla se realiza el primer censo de población, conocido como el Libro de los Millones, posteriormente recopilado por Tomás González Hernández, archivero de Simancas.
- En Irlanda empieza la Guerra de los Nueve Años entre las fuerzas aliadas de los terratenientes gaélicos Hugh O'Neill y Red Hugh O'Donnell contra el gobierno inglés de Isabel I de Inglaterra, que gobernaba la isla.

## Arte y literatura
- William Shakespeare
  - Tito Andrónico
  - Los dos hidalgos de Verona
  - Trabajos de amor perdidos
  - 9 de mayo: se publica el poema narrativo La violación de Lucrecia.
  - 28 de diciembre: en el Gray's Inn en Londres, como parte de las celebraciones navideñas de la ciudad, se estrena La comedia de las equivocaciones.

## Fallecimientos

### Mayo
- 31 de mayo: Tintoretto (Jacopo Comín), pintor veneciano (n. 1518).

### Julio
- 11 de julio: Gonzalo de Tapia, sacerdote jesuita, muere martirizado en Sinaloa, México. (n. 1561).

### Noviembre
- 29 de noviembre: Alonso de Ercilla, poeta español (n. 1533).

### Diciembre
- 2 de diciembre: Gerardo Mercator, cartógrafo belga (n. 1512).